# Tiglat-Pileser III

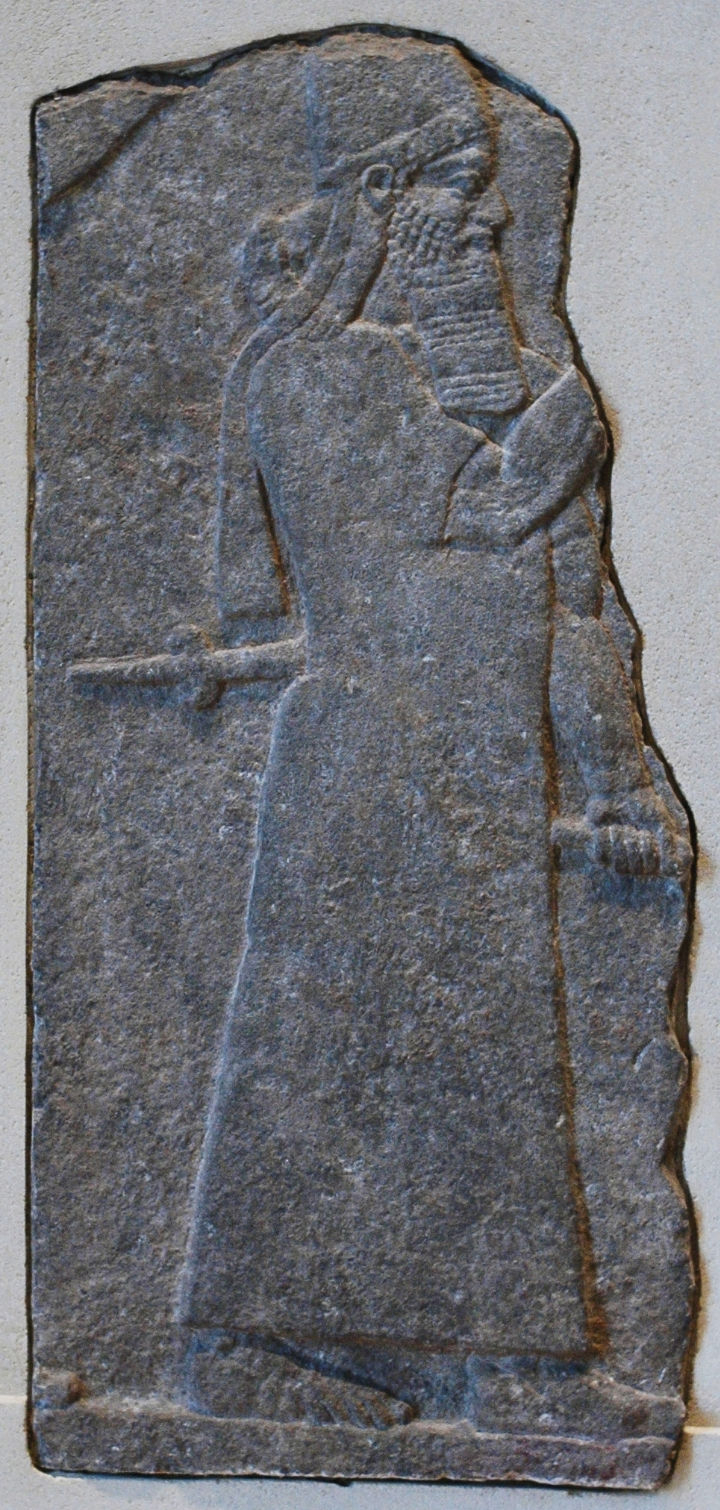
fragment kamiennej płaskorzeźby z przedstawieniem Tiglat-Pilesera III; odnaleziona w trakcie wykopalisk w Kalchu; zbiory Luwru w Paryżu.

Tiglat-Pileser III, właśc. Tukulti-apil-Eszara III (akad. Tukultī-apil-Ešarra, biblijny Tiglat-Pileser) – król Asyrii; według Asyryjskiej listy królów panować miał przez 18 lat. Jego rządy datowane są na lata 744–727 p.n.e. Władzę w państwie objął w wyniku przewrotu pałacowego, który obalił poprzedniego władcę Aszur-nirari V. Wprowadził wiele reform w dziedzinie administracji i wojskowości, które przywróciły Asyrii silną pozycję militarną i ekonomiczną na Bliskim Wschodzie.

## Imię
Imię biblijne Tiglat-Pileser, pod którym władca ten jest najlepiej znany, nie jest jego pierwotnym, rodzimym imieniem. To bowiem było akadyjskie i brzmiało Tukultī-apil-Ešarra (w transliteracji z pisma klinowego zapisywane zazwyczaj Tukul-ti-ibila.é.šár.ra lub Tukul-ti-a.é.šár.ra). Znaczy ono „W synu świątyni E-szara jest moja ufność”. W Biblii, w której władca ten wzmiankowany jest kilkukrotnie (w 2 Księdze Królewskiej, 1 Księdze Kronik i 2 Księdze Kronik), imię to uległo zniekształceniu i zapisywane było w następujący sposób:
| Kodeks Leningradzki       | miejsce w Biblii         | miejsce w Biblii         |
| Kodeks Leningradzki       | 2 Krl 15:29; 2 Krl 16:10 | 1 Krn 5:6; 2 Krn 28:20   |
| ------------------------- | ------------------------ | ------------------------ |
| zapis w języku hebrajskim | תִּגְלַ֨ת פִּלְאֶ֤סֶר               | תִּלְּגַ֥ת פִּלְנְאֶ֖סֶר              |
| transliteracja            | tig·lat pil·'e·ser       | til·le·gat pil·ne·'e·ser |

| Septuaginta            | miejsce w Biblii                      | miejsce w Biblii  | miejsce w Biblii |
| Septuaginta            | 2 Krl 15:29; 2 Krl 16:10; 2 Krn 28:20 | 1 Krn 5:6         |                  |
| ---------------------- | ------------------------------------- | ----------------- | ---------------- |
| zapis w języku greckim | θαγλαθφελλασαρ                        | θαγλαθφαλνασαρ    |                  |
| transliteracja         | thaglathphengasar                     | thaglathphalnasar |                  |

| Wulgata                  | miejsce w Biblii         | miejsce w Biblii  | miejsce w Biblii  |
| Wulgata                  | 2 Krl 15:29; 2 Krl 16:10 | 1 Krn 5:6         | 2 Krn 28:20       |
| ------------------------ | ------------------------ | ----------------- | ----------------- |
| zapis w języku łacińskim | Theglathfalassar         | Theglathphalnasar | Thaglathphalnasar |

W polskich przekładach Biblii imię tego władcy zapisywane jest najczęściej Tiglat-Pileser, w oparciu o hebrajską formę tego imienia:
| polskie przekłady Biblii | miejsce w Biblii | miejsce w Biblii  | miejsce w Biblii | miejsce w Biblii |
| polskie przekłady Biblii | 2 Krl 15:29      | 2 Krl 16:7; 16:10 | 1 Krn 5:6; 5:26  | 2 Krn 28:20      |
| ------------------------ | ---------------- | ----------------- | ---------------- | ---------------- |
| Biblia gdańska           | Teglet Falaser   | Teglat Falaser    | Teglat Falasar   | Tyglat Filneser  |
| Biblia poznańska         | Tiglat Pileser   | Tiglat Pileser    | Tiglat Pileser   | Tiglat Pileser   |
| Biblia warszawsko-praska | Tiglat-Pileser   | Tiglat-Pileser    | Tiglat-Pileser   | Tiglat-Pilser    |
| Biblia Tysiąclecia       | Tiglat-Pileser   | Tiglat-Pileser    | Tiglat-Pileser   | Tiglat-Pileser   |
| Biblia warszawska        | Tiglat-Pileser   | Tiglat-Pileser    | Tiglat-Pileser   | Tiglat-Pileser   |
| Przekład Nowego Świata   | Tiglat-Pileser   | Tiglat-Pileser    | Tilgat-Pilneser  | Tilgat-Pilneser  |

Należy też wspomnieć, iż w Biblii władca ten pojawia się również pod imieniem Pul (np. 2 Krl 15,19 patrz przypis). Imię to wywodzi się najprawdopodobniej od babilońskiego Pulu (Pūlu) – imienia, pod którym występuje on w Babilońskiej liście królów A. Zdaniem niektórych uczonych Pulu było tytułem koronacyjnym tego władcy (2 Krl 15,19 patrz przypis). W zniekształconej formie Poros imię to pojawia się też w Kanonie Ptolemeusza

## Wstąpienie na tron
Nieznanego pochodzenia, w jednej ze swoich inskrypcji, chcąc potwierdzić swoje prawa do tronu objętego w wyniku uzurpacji przedstawia siebie jako potomka Adad-nirari III. Brak innych źródeł uniemożliwia zweryfikowanie jego powiązań z wcześniejszą dynastią. 13 Ajaru 745 p.n.e. zorganizował przewrót pałacowy w Kalchu, którego był gubernatorem. Legalnie panujący Aszur-nirari V został zamordowany wraz z całą rodziną.

## Reorganizacja państwa

### Prowincje
W momencie objęcia władzy Asyria znajdowała się w trudnym położeniu. Utraciła władzę nad zachodnimi prowincjami, a pogranicze górskie na północy dostało się pod panowanie Urartu. W celu usprawnienia działania aparatu państwa zreformował administrację podbitych prowincji, gdzie mianował namiestników różnego stopnia. Rola poszczególnych prowincji i ranga ich asyryjskich rezydentów bardzo się różniły. Jednym z nich był bêl pihâti („pan prowincji”) lub šaknu. Urzędnicy z tym tytułem byli osobistymi przedstawicielami króla, którzy zajmowali się zadaniami z zakresu poboru podatków czy wojskowości na danym obszarze.
Podzielił prowincje na mniejsze obwody qannu (przypuszczalnie „pierścień”) rządzone przez rab alani. Każdy taki obwód zawierał większe miasto i jego okolicę. Podobnie jak bêl pihâti prowincji qannu też miał do dyspozycji kontyngent wojska. Zmniejszenie prowincji osłabiło namiestników i zmniejszyło prawdopodobieństwo wybuchu buntów przeciwko władcy.

### Armia
Powołał też armię zawodową (kisir szarrutti) złożoną z Asyryjczyków oraz mieszkańców podbitych prowincji (Aramejczyków, Babilończyków i Chaldejczyków), której uzbrojenie było finansowane przez władcę. Z najlepszych jednostek utworzył pułk królewski (kurubuti sza szepe), jako straż przyboczną oddzielną dla króla, jego małżonki i następcy tronu, również w całości utrzymywany przez władcę. W jego skład wchodzili głównie najemnicy z prowincji peryferyjnych. Za czasów rządów Tiglat-Pilesera III konnica w znacznym stopniu wyparła wozy bojowe, których używano odtąd do transportu. Istotną cechą zreformowanej armii było jednolite uzbrojenie i szkolenie oraz brak uzależnienia od prac w rolnictwie, co umożliwiało prowadzenie kampanii wojskowych i oblężeń na szerszą skalę, przez cały rok i na wielu frontach jednocześnie.
Tiglat-Pileser III wykorzystywał w armii zawodowej również oddziały utworzone z całych plemion, które stanowiły samodzielne jednostki bojowe. Szczególnym przykładem takich wojowniczych plemion na usługach Asyrii były plemiona Itu, które zamieszkiwało rejon Tygrysu na południe od Aszur, i Guraia. Ituajczycy okazali się pomocni wyprawie Tiglat-Pilesera III do Babilonu i w pacyfikowaniu buntu Tyru i Sydonu. Do armii zawodowej najmowano plemiona spoza imperium, na przykład Kimerów, Medów i Arabów.
Najwyższe dowództwo w armii sprawował król nawet jeśli nie wyruszał osobiście na wojnę. Naczelne dowództwo powierzone zostało dowódcom wojskowym, którzy nosili tytuł turtānu. Od czasów Tiglat-Pilesara III było ich dwóch, co miało ograniczyć konflikty wewnętrzne, do których dochodziło, gdy władza wojskowa spoczywała w rękach ambitnych jednostek. Jeden z dowódców, jako turtănu prawej ręki, nadzorował region Harranu, a drugi, jako turtānu lewej ręki, region Kummuhu.

### Deportacje
Tiglat-Pileser III zainicjował, kontynuowany przez jego następców, zwyczaj masowych deportacji i przemieszania ludów: m.in. ludność Hamy w góry Zagros czy Babilończyków do Asyrii. Przesiedlenia stosowali już jego poprzednicy, lecz nie było to zjawisko tak masowe i systematyczne jak w przypadku Tiglat-Pilesera III, który deportował całe plemiona, w sumie około 400 000 ludzi. Przyczyniło się to do „arameizacji” Imperium oraz zasiedlenia wyludnionych terenów rdzennej Asyrii, która została zdziesiątkowana w wyniku krwawo stłumionych serii buntów i wojen domowych oraz epidemii dżumy.

## Kampanie na wschodzie
W 744 p.n.e. Tiglat-Pileser III najechał Kasytów w górach Zagros. W 737 i 736 p.n.e. w dwóch kampaniach zaatakował Medię, gdy przekroczył góry Zagros i dotarł do Elbrusu i słonej pustyni Daszt-i-Kawir na wschód od Teheranu. Być może powodem ataku była chęć zdobycia dobrej jakości koni medyjskich i terenów do ich wypasu.

## Kampanie w Syrii
W roku 744 p.n.e. liczni wasale syryjscy podnieśli bunt i zawiązali koalicję przeciw Asyrii. Należeli do niej m.in. Resin, król Damaszku, Enilu, król Hamat, Pisiris, król Karkemisz, Urikki, król Kue z Cylicji, Panamuwa I (Panammu), król Sam’al oraz Matiel, władca państwa Arpad. Część z tych władców była sojusznikiem królestwa Urartu. Dlatego, gdy Tiglat-Pileser III wtargnął w 743 p.n.e. do Syrii i rozpoczął oblężenie Arpadu, władca Urartu, Sarduri II wyruszył na pomoc sprzymierzeńcowi, wraz z wasalnymi państwani neohetyckimi Melid, Gurgum i Kummuhu. Tiglat-Pileser III odniósł w 743 p.n.e. zwycięstwo nad koalicją w bitwie pod Kisztan (Samosata) nad górnym Eufratem. Po klęsce wojska Urartu wycofały się z wojny, a władca asyryjski wkroczył do Syrii i Fenicji.
W 742 p.n.e. Tiglat-Pileser III przyjął hołd miast fenickich, a w 740 p.n.e. po trzech latach oblężenia padł Arpad i został zamieniony w asyryjską prowincję. Odtąd imperium asyryjskie miało bezpośredni dostęp do Morza Śródziemne. Oprócz pokonanych królów syryjskich z Damaszku, Hamy i Karkemisz, trybut władcy asyryjskiemu musieli płacić król Que, Zabibe, królowa Arabów i Menachem, król Izraela (2 Krl 15,19-20). Oprócz tego przesiedlono 30 tysięcy mieszkańców Hamatu w góry Zagros, a w ich miejsce osiedlono 18 tysięcy Aramejczyków.
Bazą do ekspedycji w Syrii było prawdopodobnie Hadatu, leżące między Karkemisz a Harranem, gdzie odkryto pałac Tiglat-Pilesera III.
W 738 p.n.e. Tiglat-Pileser III prowadził walku w kraju Ulluba na pograniczu Urartu. Zaangażowanie władcy asyryjskiego w ciężkie walki na północy wykorzystali królowie syryjscy do zawiązania kolejnej koalicji przeciw Asyrii. Na jej czele stał Azrijau, władca królestwa Jaudi, położonego nad zatoką Issos. Jego sprzymierzeńcem był między innymi Tutammu, król Unki. Również ta koalicja poniosła klęskę i została zmuszona do płacenia kontrybucji, a władca asyryjski zyskał kolejne prowincje w Syrii.

## Wojna z Urartu i walki w Palestynie
W latach 739 p.n.e. i 736 p.n.e. Tiglat-Pileser III wykorzystał osłabienie Urartu i zajął pograniczne prowincje w kraju Nairi.
W 735 p.n.e. Tiglat-Pileser III wyprawił się przeciw Urartu i spustoszył jego terytorium. Król Sarduri II wraz z syryjskimi sojusznikami został pokonany w bitwie nad Eufratem. Asyryjczycy nie zdołali jednak zdobyć Tuszpy, położonej nad jeziorem Wan, ani innych ważnych miast.
Niepowodzenie w zdobyciu stolicy Urartu wykorzystali władcy feniccy i filistyńscy. Na czele buntu stanęli królowie filistyńscy z Gazy i Aszkelonu. Przyłączyły się do nich fenickie miasta Tyr i Sydon niezadowolone z zakazu handlu z Egiptem, który narzucił im władca Asyrii. Tiglat-Pileser III osobiście wyruszył w 734 p.n.e. do Palestyny i pokonał buntowników. Władca Aszkelonu zginął w walce, a władca Gazy uciekł do Egiptu. Król Asyrii utworzył 6 okręgów wojskowych, by zapobiec buntom i odebrał trybut od władców Judei, Moabu, Edomu, Ammonu i królowej Arabów Samsi.
W 732 p.n.e. zbuntował się król Damaszku Resin i wraz z Pekachem królem Izraela zaatakował judejskiego władcę Achaza, który był wasalem Asyrii. Tiglat-Pileser III zdobył Damaszek i zabił Resina. Królestwo Izraela zostało spustoszone, a jego władca zginął w wyniku zamachu (2 Krl 15,30). Państwo damasceńskie zostało włączone do Asyrii – rządził nim odtąd gubernator. Nowy król Izraela Ozeasz musiał złożyć hołd oraz zapłacić wysoki haracz Tiglat-Pileserowi III, a północna cześć jego państwa, to jest większa część Galilei i Gileadu, został włączona do Asyrii pod zarządem gubernatorów. Część ludności została deportowana do północnej Syrii oraz północnej i wschodniej Mezopotamii (2 Krl 16,5-9; 2 Krl 15,27-29). Zwycięstwa Tiglat-Pilesera III pozwoliły ograniczyć wpływy Urartu w Syrii.

## Narzucenie zwierzchności Judzie w źródłach biblijnych
Według 2 Krl 16,5-9 koalicja Izraela i Królestwa Damaszku zaatakowała Królestwo Judy, w wyniku czego król Achaz zwrócił się do Tiglat-Pilesera III z prośbą o pomoc wojskową. W asyryjskiej terminologii było to tzw. kitru – należność za pomoc wojskową udzieloną będącemu w opresji lennikowi. Konflikt ten zwany jest w literaturze tematu wojną syro-efraimską i uważa się, że jego przyczyną była wola zmuszenia Judy do udziału w koalicji antyasyryjskiej. Relacja biblijna jest tutaj zasadniczo zgodna ze źródłami asyryjskimi .
Po pokonaniu króla Damaszku Resina przez Tiglat-Pilesera III, Achaz znalazł się w orszaku zwycięskiego władcy i prawdopodobnie pod jego naciskiem przejął asyryjskie praktyki religijne oraz rozkazał zamienić ołtarz wybudowany przez Salomona w świątyni w Jerozolimie na ołtarz według asyryjskich wzorców (2 Krl 16,10-16).
Według 2 Krn 28,16-21 powodem prośby o interwencję wojskową była nie inwazja aramejsko-izraelska, a atak koalicji Edomu i miast filistyńskich. Tiglat-Pileser III raczej powiększa jednak udrękę Judy, niż okazuje jej pomoc. Z uwagi na brak potwierdzenie w źródłach pozabiblijnych, niejasną naturę źródeł, z jakich korzystał autor Ksiąg Kronik, a także negatywny stosunek autora do Achaza z uwagi na jego apostazję względem Jahwe, bibliści tacy jak F.J. Gonçalves sceptycznie podchodzą do tej relacji. Wprawdzie źródła asyryjskie wspominają o wojnie z Filistynami, nie łączą jej jednak z inwazją na Judę. Opis wojny z Edomitami odnosić się może do wydarzeń opisanych w 2 Krl 16,6. Zdaniem Antoona Schoorsa kronikarski opis upokorzenia Judy ma intencje teologiczne – pokazuje, że grzech spotyka się z bezpośrednią karą ze strony Jahwe.

## Relacje z Babilonią
Na początku swojego panowania zorganizował kilka kampanii na południe do Babilonii, w której koczownicze plemiona chaldejskie były źródłem ciągłej anarchii. Sprzyjał proasyryjskiemu królowi Babilonii Nabu-nasirowi, utrzymując z nim pokojowe kontakty zwalczając jednocześnie Chaldejczyków. Właśnie na prośbę Nabu-nasira w 745 p.n.e. zaatakował mieszkających nad środkowym Tygrysem Aramejczyków z plemienia Pukudu, którzy niepokoili tereny dolnej Mezopotamii. Po zajęciu ich terenów i deportowaniu 65 tysięcy ludzi do Asyrii odnowił zwierzchnictwo asyryjskie nad Babilonią, które zostało utracone podczas zamieszek w Asyrii za poprzedników Tiglat-Pilesera III. Podobną politykę kontynuował w stosunku do jego następcy Nabu-nadin-zeriego. Sytuacja uległa zmianie po objęciu władzy w Babilonie przez chaldejskiego uzurpatora Nabu-mukin-zeri (Ukinzera).
W 731 p.n.e. zaangażował się w interwencję w Babilonii, gdzie chaldejski szejk Nabu-mukin-zeri (Ukinzer) z plemienia Bit-Amukkani obalił poprzedniego uzurpatora, Nabu-szuma-ukina II. Tiglat-Pileser III wkroczył do Babilonii, zmusił do posłuchu władców plemion i państewek aramejskich i chaldejskich. Jeden z nich, Mardukapaliddina (Merodak Baladan), wódz plemienia Bit-Jakini przeszedł na stronę Tiglat-Pilesera III i dzięki temu uchronił swój kraj przed zniszczeniem i deportacjami. Sam uzurpator schronił się w mieście Sapia, głównym mieście plemienia Bit-Amukkani. Pora roku uniemożliwiła Asyryjczykom obleganie go.
W 729 p.n.e. Tiglat-Pileser III zdobył miasto Sapia kładąc kres uzurpacji Nabu-mukin-zeri (Ukinzera). Wcześniej poddały się plemiona Bit-Szilani i Bit-Saali. Powróciwszy do Babilonu Tiglat-Pileser III koronował się na "króla Babilonu, Sumeru i Akadu" jako Pulu, co uczeni interpretują jako formę skrótu imienia Tiglat-Pilesar lub pierwotną formę sprzed objęcia władzy w Asyrii. W ten sposób ustanowił unię personalną między Asyrią a Babilonią. Aby przyciągnąć do siebie elity babilońskie i uzyskać akceptację ludności, składał ofiary w babilońskich świątyniach, prowadził liberalną politykę ekonomiczną i trzymał w ryzach Chaldejczyków, do czego mogła się przyczynić deportacja 154 tysięcy Chaldejczyków do północnych i północno-wschodnich prowincji przygranicznych.
Dwa lata po koronacji w Babilonie Tiglat-Pileser III zmarł w 727 p.n.e. w miesiącu tebet, czyli na przełomie grudnia i stycznia, a tron po nim objął jego syn Salmanasar V.